# International Business Center (Warszawa)
International Business Center – kompleks dwóch budynków biurowych dzielnicy Śródmieście w Warszawie, przy rondzie Jazdy Polskiej między ul. Polną a Trasą Łazienkowską.
Budowa pierwszego obiektu IBC I ruszyła w marcu 2001, a dobiegła końca w drugim kwartale 2007. Kolejny biurowiec IBC II wybudowany w latach 2006-2007 otrzymał nagrodę Best Office Project Award 2008 w konkursie The Cepif & International Herald Tribune CEE Best Office Awards.